# Пропранолол
Пропранолол — синтетичний антигіпертензивний препарат та антиаритмічний препарат, що належить до групи неселективних бета-блокаторів, для перорального та парентерального застосування.

## Фармакологічні властивості
Пропранолол — синтетичний лікарський препарат, що належить до групи неселективних бета-блокаторів. Є першим препаратом із групи бета-блокаторів, який досліджувався британським вченим Джеймсом Вайтом Блеком у 60-х роках ХХ століття. За дослідження пропранололу та впровадження у клінічну практику нового класу лікарських препаратів Джеймс Вайт Блек отримав Нобелівську премію з медицини у 1988 році.
Механізм дії препарату полягає у неселективній блокаді бета-адренорецепторів (на 75 % β1- та на 25 % β2-адренорецепторів), що призводить до зменшення утворення цАМФ із АТФ, яке стимулюється катехоламінами. У результаті цього знижується надходження іонів кальцію в клітини, знижується частота серцевих скорочень, пригнічується провідність та збудливість міокарду, знижується скоротливість міокарду. Пропранолол виявляє мембраностабілізуючу дію, пригнічує автоматизм синоатріального вузла та виникнення ектопічних ділянок у передсердях, атріовентрикулярному вузлі і, меншою мірою, у шлуночках. Знижує швидкість проведення збудження в атріовентрикулярному з'єднанні по пучку Кента переважно в антероградному напрямку. Пропранолол знижує потребу міокарду у кисні. Пропранолол знижує серцевий викид, артеріальний тиск, секрецію реніну, нирковий кліренс та швидкість клубочкової фільтрації. Препарат пригнічує реакцію барорецепторів дуги аорти на зниження артеріального тиску. Пропранолол пригнічує ліполіз у жировій тканині, перешкоджаючи підвищенню рівня вільних жирних кислот. що призводить до підвищення коефіцієнту атерогенності. Пропранолол за рахунок блокади β2-рецепторів пригнічує глікогеноліз, секрецію глюкагону та інсуліну, перетворення тироксину у трийодтиронін, підвищує тонус мускулатури бронхів і скоротливість матки, підсилює секреторну та моторну активність органів травлення. Пропранолол зменшує частоту нападів стенокардії, підвищує переносимість фізичних навантажень та знижує потребу у нітрогліцерині. Препарат має також кардіопротективну дію, знижуючи імовірність ризик повторного інфаркту міокарду та раптової смерті. Антиаритмічний ефект пропранололу обумовлений зменшенням аритмогенних факторів (тахікардії, підвищеної активності симпатичної нервової системи, підвищеного вмісту цАМФ, зниженням артеріального тиску), зменшенням швидкості спонтанного збудження синусового та ектопічного водіїв ритму та сповільненням AV-провідності. По класифікації пропранолол належить до антиаритмічних препаратів ІІ класу. Пропранолол має здатність зменшувати головний біль судинного генезу, що обумовлене зменшенням вираженості розширення церебральних артерій внаслідок блокади бета-адренорецепторів судин головного мозку. На фоні застосування пропранололу зменшується периферичний тремор, що зумовлено блокадою периферичних β2-адренорецепторів. Пропранолол знижує тиск у системі ворітної вени. Пропранолол знижує також внутрішньоочний тиск та зменшує секрецію внутрішньоочної рідини.

### Фармакокінетика
Пропранолол швидко та добре всмоктується у шлунково-кишковому тракті при пероральному прийомі, але біодоступність препарату становить лише 30—40 % через ефект першого проходження через печінку. При внутрішньовенному введенні біодоступність препарату складає 100 %. Максимальна концентрація в крові досягається при парентеральному застосуванні через 5—10 хвилин після введення, при пероральному прийомі — протягом 1—2 годин. Пропранолол добре зв'язується з білками плазми крові. Препарат створює високі концентрації у більшості тканин організму, найвищі концентрації — у легеневій тканині, головному мозку, нирках, серці. Пропранолол проходить через гематоенцефалічний бар'єр. Пропранолол проходить через плацентарний бар'єр та виділяється в грудне молоко. Метаболізується препарат у печінці, частина метаболітів має слабку бета-блокуючу активність. Виводиться препарат із організму переважно із сечею у вигляді метаболітів, частково виводиться із калом. Період напіввиведення пропранололу становить 2—5 годин. цей час може збільшуватися при порушеннях функції печінки або нирок.

## Показання до застосування
Пропранолол застосовують при гіпертонічній хворобі та нирковій гіпертензії, стенокардії, профілактичному лікуванні після перенесеного інфаркту міокарду, при аритміях, для профілактики мігрені, при есенціальному треморі, для контролю збудження та тахікардії при збудженні, як додаткове лікування при тиреотоксикозі та тиреотоксичному кризі, сумісно із альфа-блокаторами при феохромоцитомі, при гіпертрофічній кардіоміопатії, для профілактики кровотечі із варикозно розширених вен стравоходу, при панічних атаках. Застосовується пропранолол також при слабості родової діяльності та при акатизії, викликаній нейролептиками. У вигляді очних крапель пропранолол призначається при відкритокутовій глаукомі. Доведена ефективність та безпечність пропранололу при консервативному лікуванні ювенільних гемангіом у дітей. Пропранолол виявляв більшу ефективність та безпечність при застосуванні, чим лікування гемангіом глюкокортикоїдними гормонами або вінкристином.

## Побічна дія
При застосуванні пропранололу можливі наступні побічні ефекти:
- Алергічні реакції та з боку шкірних покривів — рідко висипання на шкірі, свербіж шкіри, кропив'янка, гарячка, загострення псоріазу, гіпергідроз, алопеція, вовчакоподібний синдром.
- З боку травної системи — нудота, блювання, метеоризм, діарея або запор (при застосуванні у великих дозах)[9] , сухість у роті, ішемічний коліт, мезентеріальний тромбоз, порушення функції печінки, холестаз.
- З боку нервової системи — часто головний біль, запаморочення, швидка втомлюваність, парестезії, депресія, сонливість або безсоння, ксерофтальмія, кон'юнктивіт, порушення концентрації уваги, втрата свідомості, кошмарні сновидіння, галюцинації, порушення зору, міастенія.[9]
- З боку серцево-судинної системи — часто брадикардія або тахікардія, недостатність периферичного кровообігу, артеріальна гіпотензія, периферичні набряки, посилення переміжної кульгавості, AV-блокада (включно до повної AV-блокади), синдром Рейно, ортостатична гіпертензія, болі в грудній клітці, загострення стенокардії, погіршення перебігу або початок розвитку серцевої недостатності, підвищена кровоточивість. Більшість побічних ефектів з боку серцево-судинної системи спостерігається при внутрішньовенному застосуванні пропранололу, або у хворих із вираженим ураженням міокарду.[9]
- З боку сечостатевої системи — зниження лібідо, імпотенція, хвороба Пейроні.
- З боку опорно-рухового апарату — біль у кінцівках, болі в спині, артралгії.
- З боку дихальної системи — часто фарингіт, кашель, задишка, респіраторний дистрес-синдром, бронхо- та ларингоспазм.
- З боку ендокринної системи — гіпо- або гіперглікемія, гіпотиреоз.
- Зміни в лабораторних аналізах — анемія, тромбоцитопенія, агранулоцитоз, гіперглікемія, гіпоглікемія, підвищення активності амінотрансфераз та лужної фосфатази, підвищення рівня білірубіну в крові, збільшення рівня антинуклеарних антитіл.

Окрім цього, пропранолол має тератогенну дію на плід — затримку внутрішньоутробного розвитку, вроджену гіпоглікемію та брадикардію.

## Протипокази
Пропранолол протипоказаний при підвищеній чутливості до препарату, кардіогенному шоці або епізодах декомпенсації серцевої недостатності, стенокардії Принцметала, синдромі слабкості синусового вузла, АВ-блокаді ІІ-ІІІ ступеня, при бронхообструктивних захворюваннях або бронхіальній астмі, нелікованій феохромоцитомі, брадикардії, артеріальній гіпотензії, метаболічному ацидозі, цукровому діабеті, важких порушеннях периферичного кровообігу, при хронічних захворюваннях печінки. Препарат не застосовують при вагітності та годуванні грудьми. З обережністю застосовують препарат при міастенії, тиреотоксикозі, нирковій недостатності, псоріазі, депресії. Пропранолол не застосовують сумісно із нейролептиками, транквілізаторами, інгібіторами МАО.

## Форми випуску
Пропранолол випускається у вигляді ампул по 5 мл 0,1 % розчину та по 1 мл 0,25 % розчину; таблеток по 0,01 та 0,04 г.; капсул подовженої дії по 0,04 та 0,08 г.; таблеток подовженої дії по 0,08 та 0,16 г.; очних крапель у тюбиках по 1,5 мл 1 % розчину та у флаконах по 5 мл 1 % розчину.

## Синоніми
Avlocardyl, Deralin, Dociton, Inderalici, InnoPran XL, Indoblok, Sumial, Anaprilin, Bedranol, Inderal, Alderlin, Ciplar,
Hemangeol